# سيدي يونس
سيدي يونس حي يقع شمال مدينة بنغازي. تحده من الشمال البحيرات الشمالية، منطقة اللثامة والزريريعية ومن الجنوب منطقة الوحيشي وهو حي صغير وحديث نسبيا. تعود التسمية نسبة إلى مقبرة سيدي يونس القديمة المدفون فيها سيدي يونس ويوجد بها مسجد الحسين بن علي وكذلك مجموعة من المدارس مثل مدرسة أول سبتمبر سابقا (الآن شباب الثورة) وكذلك مدرسة الهواري بو مدين وغيرها.
وكان بها بئر تعرف به وهو أم الخدم وهو تحديد على الطريق الرئيسي بالقرب من مدرسة آمنة بنت وهب. 